# Jesse Williams (atleet)
Jesse Daniel Williams (Modesto, 27 december 1983) is een Amerikaanse atleet, gespecialiseerd in het hoogspringen. Williams nam tweemaal deel aan de Olympische Spelen (2008 en 2012). Hierbij won hij geen medailles. Verder heeft hij meerdere malen deelgenomen aan de wereldkampioenschappen, zowel indoor als outdoor. In totaal heeft hij hierbij één gouden medaille gewonnen in 2011.

## Biografie

### Start carrière
Williams werd in de stad Modesto in de staat Californië geboren. Hij ging naar de Broughton High School in Raleigh, waar hij op school aan hordelopen, verspringen en worstelen deed. Bij hoogspringen blonk hij echter het meest uit, waarop hij veelvuldig regionale kampioenschappen won. Ook leverden de nationale juniorenkampioenschappen hem een zilveren medaille op. In 2002 debuteerde Williams op een internationaal kampioenschap. Hij nam deel aan de wereldkampioenschappen voor junioren, waar hij vierde werd met 2,21 m.

### Universiteitsperiode
In 2003 ging Jesse Williams studeren aan de North Carolina State University, waarmee hij debuteerde bij de universiteitssport. Bij de NCAA-indoorkampioenschappen in 2003 lukte het Williams meteen naar het podium te springen. Het daaropvolgende jaar ging hij studeren aan de Universiteit van Southern California. Sportief was dat geen goed jaar voor Williams. Hij verbeterde dat jaar zijn persoonlijk record niet en zowel outdoor als indoor geraakte hij bij de NCAA-kampioenschappen niet op het podium. Dit maakte hij echter het volgende jaar ruimschoots goed. Hij wist zich zes centimeter te verbeteren tot 2,30, werd tweede bij zijn debuut op de Amerikaanse kampioenschappen en hij deed voor het eerst mee bij een groot internationaal seniorenkampioenschap, de wereldkampioenschappen in Helsinki. De finale behaalde hij daar niet. 2006, Williams' laatste universiteitsjaar, was eveneens succesvol. Hij wist bij meerdere Grand Prix-wedstrijden bovenin te eindigen en zich daarmee te kwalificeren voor de wereldatletiekfinale. Hij werd hier achtste. Op de wereldjaarranglijst stond Jesse Williams aan het eind van het baanseizoen negende.

### Opmars naar de top
In 2007 wist Williams een plek hoger te klimmen op de wereldjaarranglijst en zijn persoonlijk record met één centimeter te verbeteren. Zijn kampioenschappen daarentegen gingen wat minder goed dan de voorgaande jaren: hij werd slechts 26e bij de wereldkampioenschappen in Osaka. Ook bij de nationale kampioenschappen wist hij, in tegenstelling tot de twee jaren ervoor, niet op het podium te komen. Het jaar erna was qua prestaties een verbetering. Hij behaalde een finaleplek op de wereldindoorkampioenschappen in Valencia, waar hij uiteindelijk zesde werd. Ook werd hij in 2008 voor het eerst Amerikaans kampioen. Qua beste jaarprestatie presteerde Williams minder dat jaar, hij kwam niet hoger dan 2,30. In 2009 verbeterde Williams zijn persoonlijk record tot 2,34, waarmee hij zich voegde bij het schaarse aantal hoogspringers dat een halve meter boven zichzelf uit kan springen.

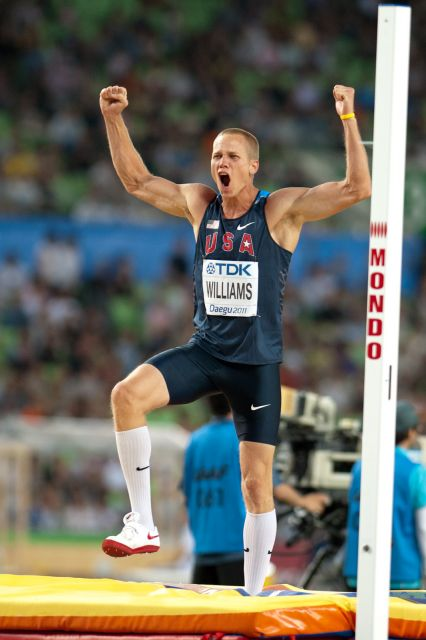
Jesse Williams tijdens de wereldkampioenschappen van 2011.

### Absolute wereldtopper
Bij de WK indoor in 2010 eindigde Jesse Williams voor het eerst in de top vijf. Ook behaalde hij veelvuldig podiumplaatsen bij Diamond League-wedstrijden, waar hij dat jaar uiteindelijk in het eindklassement tweede werd.
2011 kan worden gezien als Williams' beste jaar tot nu toe. Hij wist zich bij de Amerikaanse kampioenschappen te verbeteren tot 2,37, waarmee hij de titel won. Tijdens de wereldkampioenschappen in Daegu versloeg Williams Aleksey Dmitrik, door tot 2,35 geen enkele foutsprong te maken. Hij werd daarmee de eerste Amerikaanse wereldkampioen hoogspringen in twintig jaar tijd. Ook won Jesse Williams in datzelfde jaar een vier-karaats diamant ter waarde van $80.000, door op de eerste plek te eindigen in het eindklassement van de Diamond League. Hij behaalde evenveel punten als Ivan Oechov, maar omdat Williams in de finalewedstrijd hoger sprong dan hij, kwam de eindoverwinning Williams toe. Tot slot eindigde Jesse Williams in 2011 voor het eerst bovenaan de wereldjaarranglijst. Voor al deze prestaties kreeg hij de Jesse Owens Award.

### Tegenvaller
Het daaropvolgende indoorseizoen wist Williams zich met gemak te kwalificeren voor de WK indoor in Istanboel, waar hij zich plaatste voor de finale. Hierin viel hij echter tegen en werd hij, samen met vele van zijn concurrenten, verrast door het onverwacht sterke optreden van de Griek Dimítrios Chondrokoúkis, die net als Andrej Silnov over 2,33 wipte, maar dit al in zijn eerste poging deed, waar de Rus er twee nodig had. Williams eindigde op 2,31, net als de nummers drie tot en met vijf, maar op basis van het aantal foutsprongen kwam hij ten slotte op de zesde plaats terecht. Op de Olympische Spelen van 2012 in Londen plaatste hij zich met 2,29 in de kwalificatieronde voor de finale. Daar eindigde hij op een gedeelte negende plaats met een beste poging van 2,25.
Hoewel Williams in 2013 present was op de WK in Moskou en het uiteraard in zijn bedoeling lag om zijn twee jaar eerder veroverde wereldtitel te verdedigen, kon de Amerikaan het feit niet verbloemen dat hij al geruime tijd vergeefs op zoek was naar de juiste vorm. Met een matige sprong over 2,22 strandde hij reeds in de kwalificatieronde.
Williams wordt gesponsord door Nike. Jos Hermens is zijn manager.

## Titels
- Wereldkampioen hoogspringen - 2011
- NCAA-kampioen hoogspringen - 2005, 2006
- NCAA-indoorkampioen hoogspringen - 2005, 2006
- Amerikaans kampioen hoogspringen - 2008, 2010, 2011
- Amerikaans indoorkampioen hoogspringen - 2010, 2011, 2012

## Persoonlijke records
Outdoor
| Onderdeel    | Prestatie         | Datum         | Plaats      |
| ------------ | ----------------- | ------------- | ----------- |
| hoogspringen | 2,37 m            | 26 juni 2011  | Eugene      |
| verspringen  | 7,53 m (+1,3 m/s) | 25 maart 2006 | Los Angeles |

Indoor
| Onderdeel    | Prestatie | Datum            | Plaats          |
| ------------ | --------- | ---------------- | --------------- |
| hoogspringen | 2,36 m    | 11 februari 2009 | Banská Bystrica |

## Prestatieontwikkeling
| Jaar | Indoor | Outdoor |
| ---- | ------ | ------- |
| 2001 |        | 2,16    |
| 2002 |        | 2,21    |
| 2003 | 2,21   | 2,24    |
| 2004 |        | 2,24    |
| 2005 | 2,26   | 2,30    |
| 2006 | 2,29   | 2,32    |
| 2007 | 2,29   | 2,33    |
| 2008 | 2,32   | 2,30    |
| 2009 | 2,36   | 2,34    |
| 2010 | 2,34   | 2,30    |
| 2011 | 2,34   | 2,37    |
| 2012 | 2,32   | 2,36    |
| 2013 | 2,24   | 2,31    |
| 2014 |        | 2,29    |
| 2015 | 2,31   | 2,31    |
| 2016 | 2,20   | 2,23    |

## Palmares
Kampioenschappen
- 2002: 4e WK U20 - 2,21 m
- 2003:  NCAA-indoorkamp.
- 2003: 7e NCAA-kamp.
- 2004: 7e NCAA-indoorkamp. - 2,17 m
- 2004: 15e NCAA-kamp. - 2,14 m
- 2005:  NCAA-indoorkamp. - 2,26 m
- 2005:  Amerikaanse kamp. - 2,27 m
- 2005:  NCAA-kamp. - 2,29 m
- 2005: 15e WK - 2,24 m
- 2006:  NCAA-indoorkamp. - 2,29 m
- 2006:  Amerikaanse kamp. - 2,22 m
- 2006:  NCAA-kamp. - 2,32 m
- 2006: 8e Wereldatletiekfinale - 2,20 m
- 2007:  Amerikaanse indoorkamp. - 2,29 m
- 2007: 4e Amerikaanse kamp. - 2,24 m
- 2007: 26e WK - 2,23 m
- 2007: 8e Wereldatletiekfinale - 2,24
- 2008:  Amerikaanse indoorkamp. - 2,28 m
- 2008: 6e WK indoor - 2,27 m
- 2008:  Amerikaanse kamp. - 2,30 m
- 2008: 19e OS - 2,25 m
- 2008:  Wereldatletiekfinale - 2,29 m
- 2009: 4e Amerikaanse kamp. - 2,28 m
- 2009:  Wereldatletiekfinale - 2,29 m
- 2010:  Amerikaanse indoorkamp. - 2,34 m
- 2010: 5e WK indoor - 2,28 m
- 2010:  Amerikaanse kamp. - 2,26 m
- 2011:  Amerikaanse indoorkamp. - 2,28 m
- 2011:  Amerikaanse kamp. - 2,37 m
- 2011:  WK - 2,35 m
- 2012:  Amerikaanse indoorkamp. - 2,29 m
- 2012: 6e WK indoor - 2,31 m
- 2012: 9e OS - 2,25 m
- 2013: 13e in kwal. WK - 2,22 m
- 2015: 12e in kwal. WK - 2,26 m

Diamond League-podiumplaatsen
- 2010:  Shanghai Golden Grand Prix - 2,24 m
- 2010:  Adidas Grand Prix - 2,30 m
- 2010:  Aviva British Grand Prix - 2,26 m
- 2010:  Herculis - 2,28 m
- 2010:  London Grand Prix - 2,27 m
- 2010:  Weltklasse Zürich - 2,26 m
- 2011:  Eindzege Diamond League
- 2011:  Qatar Athletic Super Grand Prix - 2,33 m
- 2011:  Prefontaine Classic - 2,32 m
- 2011:  DN Galan - 2,32 m
- 2011:  London Grand Prix - 2,34 m
- 2012:  Qatar Athletic Super Grand Prix - 2,30 m
- 2012:  Golden Gala – 2,31 m
- 2012:  Adidas Grand Prix – 2,36 m
- 2012:  Herculis – 2,33 m

## Onderscheiding
- Jesse Owens Award - 2011

1983 Hennadi Avdjejenko ·
1987 Patrik Sjöberg ·
1991 Charles Austin ·
1993 Javier Sotomayor ·
1995 Troy Kemp ·
1997 Javier Sotomayor ·
1999 Vjatsjelav Voronin ·
2001 Martin Buß ·
2003 Jacques Freitag ·
2005 Joeri Krymarenko ·
2007 Donald Thomas ·
2009 Jaroslav Rybakov ·
2011 Jesse Williams ·
2013 Bohdan Bondarenko ·
2015 Derek Drouin ·
2017 Mutaz Essa Barshim ·
2019 Mutaz Essa Barshim ·
2022 Mutaz Essa Barshim ·
2023 Gianmarco Tamberi